# Constance Hunting
Constance Hunting (1925 – 5 de abril de 2006) fue una poeta y editora, ampliamente reconocida en los Estados Unidos Nororientales, particularmente en su Estado natal de Rhode Island, y en su estado de adopción de Indiana, y más tarde en Maine donde enseñó literatura inglesa y escritura creativa en la Universidad de Maine en Orono hasta su deceso en 2006.
En 1947, recibió su B.A. por la Pembroke College en la Universidad Brown, y estudió en la Universidad Duke de 1950 a 1953, y luego vivió en Lafayette, IN, sede de la Universidad Purdue, hasta 1968. En aquel tiempo, vivió en Orono (Maine) con su marido Robert, quien fue catedrático del Departamento de Literatura inglesa en UMO hasta su jubilación.
Le encantaba ejecutar música clásica como pianista, y es reconocida por su trabajo como poeta, y su promoción de otros escritores de Maine a través de la revista literaria Puckerbrush Review, que estableció en 1971. También fue fundadora y editora de Puckerbrush Press, a sus veintiocho años de edad, publicando una variedad grande de obras por muchos escritores, domésticos e internacionales, incluyendo May Sarton, James Kelman, Angelica Garnett, y otras figuras del Bloomsbury Group.

## Obra
- After the Stravinsky Concert and Other Poems (1969)

- Cimmerian and Other Poems (1972)

- Beyond the Summerhouse: A Narrative Poem (1976) ISBN 978-0913006108

- Nightwalk and Other Poems (1980) ISBN 978-0891010418

- Dream Cities (1982)

- Collected Poems 1969–1982 (1983) ISBN 978-0915032440

- A Day at the Shore: A Poem (1983)

- Between the Worlds: Poems 1983–1988 (1989) ISBN 978-0913006436

- Hawkedon (1990) ISBN 978-0913006450

- The Myth of Horizon (1991) ISBN 978-1559210447

- At Rochebonne: A Poem (1994)

- The Shape of Memory (1998) ISBN 978-0913006689

- Natural Things: Collected Poems 1969–1998 (1999) ISBN 978-0943373607

- An Amazement (2002)

- The Sky Flower (2005) ISBN 978-0913006825

Sus papeles actualmente se resguardan en el Howard Gotlieb Centro de Búsqueda Archivística en la Universidad de Boston.